# 뢰머도
뢰머 온도 (Rømer scale, 네덜란드어 [ˈʁœˀmɐ]) Romer 또는 Roemer 온도로도 알려져 있으며 1701년 덴마크 천문학자 인 올레 크리스텐슨 뢰머의 이름을 딴 온도 단위이다. 표기는 °Rø 로 표시한다. 이 온도 단위의 기준에서는 순수한 물의 어는 점을 7.5 도로, 물의 끓는점을 60 도로 하고 있다.
다른 섭씨, 화씨, 절대 온도 등 다른 온도와의 관계는 아래 표와 같다.
|        | 뢰머도에서                           | 뢰머도로                             |
| ------ | ------------------------------------ | ------------------------------------ |
| 섭씨   | [°C] = ([°Rø] − 7.5) × 40⁄21         | [°Rø] = [°C] × 21⁄40 + 7.5           |
| 화씨   | [°F] = ([°Rø] − 7.5) × 24⁄7 + 32     | [°Rø] = ([°F] − 32) × 7⁄24 + 7.5     |
| 켈빈   | [K] = ([°Rø] − 7.5) × 40⁄21 + 273.15 | [°Rø] = ([K] − 273.15) × 21⁄40 + 7.5 |
| 란씨   | [°R] = ([°Rø] − 7.5) × 24⁄7 + 491.67 | [°Rø] = ([°R] − 491.67) × 7⁄24 + 7.5 |
| 드릴도 | [°De] = (60 − [°Rø]) × 20⁄7          | [°Rø] = 60 − [°De] × 7⁄20            |
| 뉴턴도 | [°N] = ([°Rø] − 7.5) × 22⁄35         | [°Rø] = [°N] × 35⁄22 + 7.5           |
| 열씨   | [°Ré] = ([°Rø] − 7.5) × 32⁄21        | [°Rø] = [°Ré] × 21⁄32 + 7.5          |

## 온도 측정
이 척도에서 0은 처음에 냉동 염수를 사용하여 설정되었다. 물의 끓는점은 60도로 정의되었다. 그런 다음 뢰머는 순수한 물의 어는점이 이 두 점 사이의 대략 1/8(약 7.5도)이라는 것을 알았고, 그래서 그는 온도 스케일의 아래 고정점의 온도를 물의 어는점으로 정확히 7.5도로 하여 재정의했다. 이러한 정의에 의하여 눈금이 크게 바꾸지지는 않았지만 순수한 물을 기준으로 정의하여 쉽게 교정할 수 있게 되었다. 따라서 이 척도의 단위인 뢰머 온도는 켈빈 또는 섭씨 온도의 100/52.5 =40/21이다. 기호는 때때로 °R로 표시되지만 열씨 온도 및 란씨 온도에도 때때로 사용되기 때문에 다른 기호인 °Rø가 선호되어 사용되고 있다.

## 중요성
뢰머 스케일의 온도는 더 이상 사용되지 않지만 역사적으로 중요하다. 뉴턴 온도와 함께 최초로 캘리브레이트 된 척도이었다. 종전의 온도계는 온도가 상승하는지 하강하는지에 대한 표시만 제공했으며 그렇지 않으면 매우 부정확했다. 예를 들어 온도계의 상단 및 하단 표시는 일반적으로 현재 연도의 가장 더운 날과 가장 추운 날로 각각 설정되며 해마다 분명히 달라졌다. 두 개의 기준점 사이에 동일한 간격의 보정 표시가 있는 두 개의 기준점을 사용한다는 사상은 완전히 새로운 것이었다.
뢰머는 갈릴레오의 온도계에 익숙하여 온도계가 온도뿐 아니라 기압의 영향을 받기 때문에 정확도가 크게 떨어짐을 이해했다. 그는 토스카나의 페르디난트 2세의 압력 변화에 영향을 받지 않도록 밀봉된 유리관에 액체를 넣는 아이디어를 따랐다. 뢰머의 온도계는 그가 사용한 유체의 개선이기도 했다. 그는 포도주 형태로 편리하게 구할 수 있는 알코올과 물의 혼합물을 사용했다. 이것은 순수한 알코올의 낮은 끓는점과 순수한 물이 어느점 근처에서 발생하는 큰 비선형성의 단점을 모두 회피할 수 있었다.

### 다른 온도와의 관계
화씨 온도계를 발명한 다니엘 가브리엘 파렌하이트는 뢰머의 업적을 알게 되었고 1708년에 그를 방문했다. 파렌하이트는 이 방문에 의해서 스케일에 관한 착상을 차용했지만 분할 수를 늘렸다고 설명했다.
뉴턴은 뢰머와 같은 해에 뉴턴도의 척도를 발표했다. 뉴턴의 시스템에서는 물의 어는점(0도)과 인체 온도(12도) 사이에서 캘리브레이션되었다. 뉴턴도는 뢰머도에 비하여 더 거친 온도 단위였고, 뉴턴도는 뢰머의 온도 스케일과 달리 일상적인 사용을 위한 것이 아니었다. 뉴턴의 관심은 액체 온도계를 기반으로 하는 뢰머의 시스템으로는 쉽게 접근할 수 없는 금속의 녹는점을 결정하는 것이었기 때문이다.

## 같이 보기
- 온도 눈금 비교